# Cheeta
Cheeta (talvolta trascritto anche come Cheetah, Cheta, Chita o Cita), è un personaggio immaginario, cinematografico, televisivo e fumettistico ideato come spalla per la versione cinematografica di Tarzan ma non presente nella serie di romanzi di Tarzan di Edgar Rice Burroughs anche se, in alcune delle opere più tarde della serie, appare un personaggio analogo, la scimmia Nkima; è uno scimpanzé che ricopre un ruolo prevalentemente comico, ma partecipa occasionalmente all'azione comunicando con gli altri animali della foresta a beneficio del suo amico/padrone umano.

## Interpreti

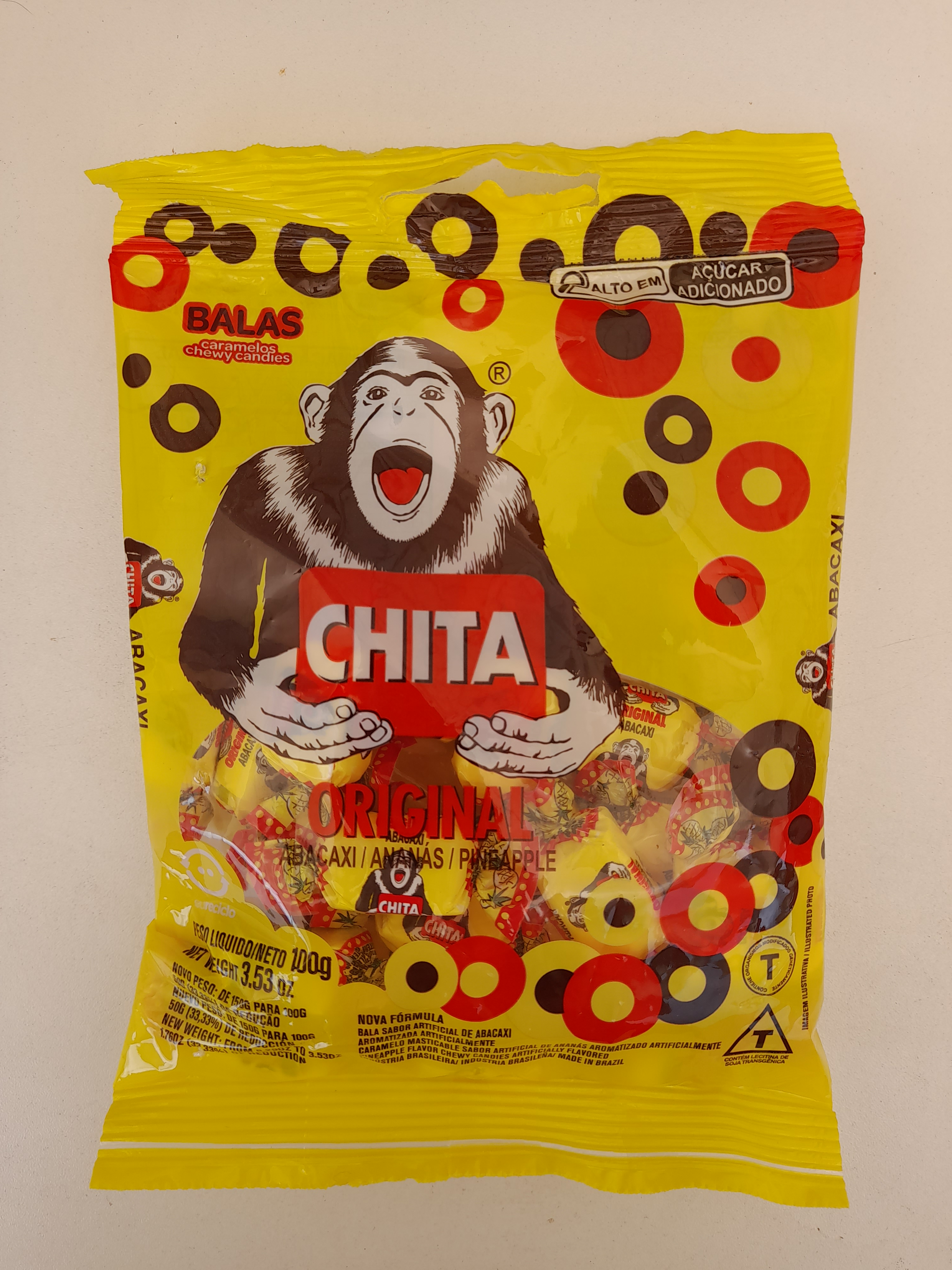
Brazilian candy

Per il ruolo di Cheeta sono stati usati negli anni numerosi scimpanzé, in genere anche più di un esemplare nello stesso film, ma non esiste una documentazione affidabile e dettagliata in merito.
Il primo scimpanzé a interpretare Cheeta fu un maschio di nome Jiggs (1929-1938), addestrato da Tony e Jacqueline Gentry,, che apparve tra l'altro nei primi due film di Tarzan con Johnny Weissmuller Tarzan, l'uomo scimmia (1932) e Tarzan e la compagna (1934). Jigss interpretò anche il ruolo di Nkima in alcuni film con Herman Brix.
Un altro scimpanzé anch'esso di nome Jiggs, di proprietà di Tony Gentry, che si trovava nel C.H.E.E.T.A. Primate Sanctuary è stato per diverso tempo indicato come lo scimpanzé più longevo di cui si avesse notizia (cosa che gli valse anche la menzione nel Guinness dei Primati), in quanto lo stesso Gentry sosteneva che fosse nato negli anni trenta e che avesse interpretato Cheeta in molti film di Weismuller e di Lex Barker. Questa affermazione fu contestata nel 2008 dal giornalista R. D. Rosen, che dimostrò che il Jiggs del C.H.E.E.T.A.H. era nato negli anni sessanta e non era mai comparso nei film di Tarzan.
Il Suncoast Primate Sanctuary di Palm Harbor, il 24 dicembre 2011, annuncia la morte di Jiggs.